# Flowers in the Dirt
Flowers in the Dirt (укр. Квіти в бруді) — студійний альбом Пола Маккартні, випущений у 1989 р. після невеликої перерви. Відразу після випуску платівки Маккартні відправився у світове турне, перше після Wings Over the World tour 1975-1976 років.
Альбом ознаменував успішне повернення Маккартні після не дуже вдалих Press to Play (1985) i Знов у СРСР (1988) — мав комерційний успіх і одержав захоплені відгуки критиків.
У записі брали участь відомі музиканти Елвіс Костелло (англ. Elvis Costello, — вокал, клавішні, співавтор пісень) і Девід Гілмор (англ. David Gilmour, соло-гітара) з Pink Floyd.
У Японії альбом був випущений на двох дисках з додатковими композиціями.
Досяг золотого статусу в США й платинового у Великій Британії.

## Список композицій
Усі пісні написано Полом Маккартні, крім спеціально означених.
1. My Brave Face (Маккартні—Деклан Макманус) — 3:18
2. Rough Ride — 4:43
3. You Want Her Too (Маккартні—Макманус) — 3:11
  - Дует Маккартні з Елвісом Костелло (псевдонім Деклана Макмануса)
4. Distractions — 4:39
5. We Got Married — 4:57
  - За участю Девіда Гілмора (соло-гітара)
6. Put It There — 2:07
  - Натхненна висловленням батька Маккартні, Джеймса
7. Figure of Eight — 3:25
  - Перезаписано у вересні 1989 для синглу «Ou Est Le Soleil?»
8. This One — 4:10
9. Don't Be Careless Love (Маккартні—Макманус) — 3:18
10. That Day is Done (Маккартні—Макманус) — 4:19
11. How Many People — 4:14
  - Присвячена Чико Мендесові (Chico Mendes[en]), бразильському борцеві за збереження дощових лісів
12. Motor of Love — 6:18
13. Ou Est Le Soleil? — 4:45
  - Додано до CD-версії альбому

## Позиції у хіт-парадах

### Альбом
| Країна          | Чарти (1989)    | Чарти (1989) | Чарти (1989) |
|                 | Найвища позиція | Тижні        |              |
| --------------- | --------------- | ------------ | ------------ |
| Норвегія        | 1 (4 тижні)     | 21           |              |
| Велика Британія | 1 (1 тиждень)   | 20           |              |
| Швеція          | 2               | 10           |              |
| Японія          | 9               | 8            |              |
| Швейцарія       | 13              | 9            |              |
| Австрія         | 18              | 8            |              |
| США             | 21              | 49           |              |

### Сингли
| Рік  | Сингл               | ВБ | США |
| ---- | ------------------- | -- | --- |
| 1989 | «My Brave Face»     | 18 | 25  |
| 1989 | «This One»          | 18 | 94  |
| 1989 | «Figure of Eight»   | 42 | 92  |
| 1989 | «Ou Est Le Soleil?» | —  | —   |
| 1990 | «Put It There»      | 32 |     |

## Учасники запису
- Пол Маккартні — вокал, фортепіано, акустична, бас- й електрична гітари, клавішні, тамбурин
- Геміш Стюарт (Hamish Stuart[en]) — акустична, бас- й електрична гітари, тамбурин, бек-вокал
- Робі Макінтош (Robbie McIntosh) — акустична й електрична гітари, бек-вокал
- Кріс Вітен (Chris Witten) — ударні, бек-вокал
- Мітчел Фрум — клавішні («My Brave Face», «You Want Her Too», «Don't Be Careless Love», «That Day Is Done»)
- Лінда Маккартні — бек-вокал, синтезатор «муг»
- Стів Ліпсон — програмування, гітара («Rough Ride», «Figure Of Eight», «How Many People»)
- Тревор Горн (Trevor Horn) — клавішні
- Гай Барбер — труба («We Got Married»)
- Пітер Гендерсон — програмування («Put It There»)
- Грег Гокс — клавішні («Motor Of Love»)
- Кріс Х'юз — програмування («Motor Of Love»)
- Джа Бані
- Елвіс Костелло (Elvis Costello)— вокал, клавішні («You Want Her Too», «Don't Be Careless Love»)
- Девід Гілмор — гітара («We Got Married»)
- Джордж Мартін — оркестрування («Put It There»)
- Джуд Ландер — гармоніка («This One»)
- Кріс Девід, Кріс Вайт, Дейв Бішоп — саксофон («My Brave Face»)
- Нікі Гопкінс (Nicky Hopkins[en]) — фортепіано («That Day Is Done»)

## Зовнішні посилання
- http://www.jpgr.co.uk/pcsd106.html [Архівовано 19 квітня 2008 у Wayback Machine.]